# Vitaliy Buyalskyi
Vitaliy Buyalskyi (Kalynivka, 6 de enero de 1993) es un futbolista ucraniano que juega en la demarcación de centrocampista para el F. C. Dinamo de Kiev de la Liga Premier de Ucrania.

## Selección nacional
Tras jugar con la selección de fútbol sub-18 de Ucrania, la sub-19, la sub-20 y la sub-21, finalmente debutó con la selección absoluta el 6 de octubre de 2017. Lo hizo en un partido de clasificación para la Copa Mundial de Fútbol de 2018 contra Kosovo que finalizó con un resultado de 0-2 a favor del combinado ucraniano tras los goles de Andriy Yarmolenko y un autogol de Leart Paqarada.

## Clubes
| Club                            | País    | Año       | Partidos | Goles |
| ------------------------------- | ------- | --------- | -------- | ----- |
| F. C. Dinamo de Kiev            | Ucrania | 2011-2013 | 2        | 0     |
| F. C. Hoverla Uzhhorod (cedido) | Ucrania | 2013-2014 | 20       | 3     |
| F. C. Dinamo de Kiev            | Ucrania | 2014-     | 358      | 80    |

## Palmarés

### Campeonatos nacionales
| Título                  | Club                 | País    | Año  |
| ----------------------- | -------------------- | ------- | ---- |
| Liga Premier de Ucrania | F. C. Dinamo de Kiev | Ucrania | 2015 |
| Copa de Ucrania         | F. C. Dinamo de Kiev | Ucrania | 2015 |
| Liga Premier de Ucrania | F. C. Dinamo de Kiev | Ucrania | 2016 |
| Supercopa de Ucrania    | F. C. Dinamo de Kiev | Ucrania | 2016 |
| Supercopa de Ucrania    | F. C. Dinamo de Kiev | Ucrania | 2018 |
| Supercopa de Ucrania    | F. C. Dinamo de Kiev | Ucrania | 2019 |
| Copa de Ucrania         | F. C. Dinamo de Kiev | Ucrania | 2020 |
| Supercopa de Ucrania    | F. C. Dinamo de Kiev | Ucrania | 2020 |
| Liga Premier de Ucrania | F. C. Dinamo de Kiev | Ucrania | 2021 |
| Copa de Ucrania         | F. C. Dinamo de Kiev | Ucrania | 2021 |
| Liga Premier de Ucrania | F. C. Dinamo de Kiev | Ucrania | 2025 |